# Sportfreunde Siegen
Lo Sportfreunde Siegen è una società calcistica tedesca della città di Siegen, in Renania Settentrionale-Vestfalia.

## Storia
Il club venne fondato nel 1899 come sezione calcistica della società ginnica Turn Verein Jahn von 1879 Siegen. Si fusero con lo Sportverein 07 Siegen nel 1923, diventando indipendente con il nome di Sportfreunde Siegen von 1899 e.V.
La società vinse titoli locali a inizio XX secolo e continuò a mietere successi a livello superiore negli anni '20, conquistando diversi titoli della Germania meridionale. Nonostante questi buoni risultati non si ritrovò in prima divisione quando il Terzo Reich riorganizzò il calcio tedesco in sedici Gauliga nel 1933.
Nel 1961 si guadagnò l'accesso alla 2.Oberliga West (II). Dopo la nascita della Bundesliga nel 1963, il Siegen giocò un anno in Regionalliga West, per poi retrocedere in Amateurliga Westfalen. A metà anni '80 scese fino alla Verbandsliga Westfalen-SW (IV), passandovi nove delle undici stagioni successive.
Il Siegen a questo punto si riprese e tornò in terza divisione nel 1997. Dopo due stagioni concluse al 16º posto – inclusa una retrocessione subita sul campo nel 2003, evitata solo grazie alla mancata ricezione della licenza da parte di SV Waldhof Mannheim e SSV Reutlingen per motivi finanziari – il club ottenne la promozione in 2.Bundesliga con un secondo posto nel 2006. Giunse però 18° l'anno successivo, quindi retrocessa nuovamente. Nel 2008 scese poi nuovamente di categoria, questa volta per motivi finanziari.
La società ha anche una sezione femminile, sei volte campione di Germania fra il 1987 ed il 1996.

## Palmarès
- Campionato dilettantistico tedesco di calcio: 1955